# Viuça
Viuça (en francès Vieussan) és un poble occità del Llenguadoc, situat a la part septentrional del departament de l'Erau a la regió Occitània.